# Сант'Антонио (Терамо)
Сант'Антонио је насеље у Италији у округу Терамо, региону Абруцо.
Према процени из 2011. у насељу је живело 17 становника. Насеље се налази на надморској висини од 239 м.